# Dolanci
Dolanci – wieś w Słowenii, w gminie Komen. W 2018 roku liczyła 23 mieszkańców.